# 布鲁诺·莫拉
布鲁诺·莫拉（義大利語：Bruno Mora，1937年3月29日—1986年12月10日），意大利男子足球运动员，场上位置是前锋。他曾代表意大利国家队参加1962年国际足联世界杯，结果获得第九名。